# Valerio Valeri
Valerio Valeri (Santa Fiora, 7 november 1883 – Rome 22 juli 1963) was een Italiaans geestelijke en kardinaal van de Katholieke Kerk.
Valeri studeerde theologie in Rome en werd op 21 december 1907 tot priester gewijd. Hij werkte vervolgens als professor aan het seminarie van Fano. Van 1904 tot 1920 werkte hij als hoogleraar in Rome, een periode die werd onderbroken door de Eerste Wereldoorlog tijdens welke hij als aalmoezenier dienst nam in het Italiaanse leger. In 1920 trad hij in dienst van het staatssecretariaat van de Heilige Stoel en een jaar later werd hij toegevoegd aan de nuntiatuur in Frankrijk.
In 1927 benoemde paus Pius XII hem tot titulair aartsbisschop van Efese en tot apostolisch delegaat voor Egypte en Arabië. In 1933 volgde zijn benoeming tot nuntius voor Roemenië, een functie die hij vanaf 1936 vervulde in Frankrijk. Hier maakte hij de Tweede Wereldoorlog mee, terwijl hij schipperde tussen de Franse bisschoppenconferentie en het nieuwe Vichy-regime. Volgens Charles de Gaulle zou hij zich te zeer ingelaten hebben met Pétain en de zijnen. In elk geval zag paus Pius XII in 1944 aanleiding hem naar het Vaticaan terug te halen en in diens plaats Angelo Roncalli, de latere paus Johannes XXIII naar Frankrijk te sturen. Bij zijn afscheid werd hij nog wel bedacht met het Grootkruis in het Franse Legioen van Eer.
Valeri werkte daarna voornamelijk in Rome, bij de Romeinse Curie. In 1948 benoemde Pius XII hem tot assessor van de Congregatie voor de Oosterse Kerken. Tijdens het consistorie van 12 januari 1953 werd hij verheven tot kardinaal. De San Silvestro in Capite werd zijn titelkerk.
Valeri nam deel aan het Conclaaf van 1958. Daar zou hij zelfs een aantal stemmen hebben gehaald, waaronder die van Roncalli zelf. Kardinaal Valeri nam deel aan de eerste sessie van het Tweede Vaticaans Concilie en aan het Conclaaf van 1963, dat leidde tot de verkiezing van Giovanni Battista kardinaal Montini tot paus Paulus VI.
- Biblioteca Nacional de España: XX1261377
- Bibliothèque nationale de France: cb124518834 (data)
- Gemeinsame Normdatei: 1104042568
- International Standard Name Identifier: 0000 0000 6154 2736
- Istituto Centrale per il Catalogo Unico: LEKV001582
- SNAC: w62c1s95
- Système universitaire de documentation: 085801100
- Virtual International Authority File: 64101103
- WorldCat: E39PBJv4qrbHxdqFKcMJDfQrMP